# 申社長計畫
《申社長計畫》（韓語：신사장 프로젝트）是韩国tvN计划于2025年9月15日播出的月火劇，由《災後調查日誌2》的导演申景秀與《Missing：他們存在過》潘奇里編劇聯手打造，韓石圭、裴賢聖和李蕊主演。
台灣由friDay影音自2025年9月16日起跟播

## 演員陣容

### 主要人物
| 演員   | 角色     | 介紹                                         |
| ------ | -------- | -------------------------------------------- |
| 韓石圭 | 申社長   | 炸雞店老闆，擁有神秘談判技巧的前專業協商人。 |
| 裴賢聖 | 趙菲利普 | 原為新進法官，因某種原因被派至炸雞店工作。   |
| 李蕊   | 李時溫   | 個性爽朗的MZ世代外送員，協助炸雞店營運。     |